# Коттанелло
Коттанелло (італ. Cottanello) — муніципалітет в Італії, у регіоні Лаціо,  провінція Рієті.
Коттанелло розташоване на відстані близько 65 км на північ від Рима, 16 км на захід від Рієті.
Населення — 561 особа (2014).

## Демографія
Населення за роками:

Станом на 1 січня 2023 року в муніципалітеті офіційно проживало 48 іноземців з 12 країн, серед них 16 громадян країн Євросоюзу.

## Сусідні муніципалітети
- Конфіньї
- Контільяно
- Греччо
- Монтазола
- Стронконе
- Ваконе